# Noizi Itô
Pour les articles homonymes, voir Ito.
いとうのいぢ
Noizi Itô (いとうのいぢ, Itō Noiji) est une dessinatrice de manga, chara-designer et illustratrice japonaise. Elle est née le 9 août 1977  dans la préfecture de Hyōgo, au Japon.
Contrairement à beaucoup de noms et mots japonais, le nom Noizi Itô est issu de la forme Kunrei de romanisation du japonais.

## Biographie
Elle est employée par la marque de jeu vidéo érotique UNiSONSHIFT (Softpal) et fait par ailleurs partie du cercle Fujitsubo-Machine.
En 2010, elle est invitée à la 18e édition de la convention Epitanime, à Paris.

## Œuvre
Noizi Itô est principalement connue en tant que chara-designer des séries de romans Shakugan no Shana (ensuite adaptés en manga et anime), de Yashichiro Takahashi, et Suzumiya Haruhi, de Nagaru Tanigawa (dont le premier roman, La Mélancolie de Haruhi Suzumiya a été ensuite adapté en anime). Elle a récemment entamé l'illustration d'une nouvelle série de romans écrite par Jinno Masaki, intitulée Bee-be-beat it!, et publiée dans le shōnen-magazine Dragon Age Pure.
Après avoir travaillé pour UNiSONSCHIFT (Be-Reave en 1999 ; Wasurenagusa Forget-Me-Not en 2002, Komorebi ni Yureru Tamashii no Koe en 2003 ; et Peace@Pieces en 2004), elle assure le chara-design de trois eroges pour UNiSONSCHIFT Blossom. Le premier est Nanatsuiro Drops, réalisé en 2006. Suit Alice Parade, sur le thème de Alice au pays des merveilles, en 2007, et enfin Flyable Heart en 2009.
Indépendamment, elle participe en 2009 en tant qu'illustratrice au développement du jeu Shining Force Feather sur Nintendo DS.
Enfin, Noizi Itô est l'auteur de plusieurs artbooks pour le compte du cercle Fujitsubo-Machine, notamment Guren: Itô Noizi Art Collection (いとうのいぢ画集「紅蓮」) (sorti le 27 janvier 2005) et Itô Noizi Art Collection II (いとうのいぢ画集 II) (publié le 7 août 2007).

## Sources
- (en) Cet article est partiellement ou en totalité issu de l’article de Wikipédia en anglais intitulé « Noizi Ito » (voir la liste des auteurs).